# Хайнрих, Игнас
Игнас Хайнрих (фр. Ignace Heinrich; 31 июля 1925, Эберсайм — 9 января 2003, Карну-ан-Прованс) — французский легкоатлет, специалист по многоборьям. Выступал за сборную Франции по лёгкой атлетике в конце 1940-х — начале 1950-х годов, серебряный призёр летних Олимпийских игр в Лондоне, чемпион Европы, многократный победитель и призёр первенств национального значения, рекордсмен страны.

## Биография
Игнас Хайнрих родился 31 июля 1925 года в коммуне Эберсайм департамента Нижний Рейн.
Будучи по происхождению эльзасцем, во время Второй мировой войны был принудительно отправлен на работу в Германию, а затем вынужден был служить в армии Третьего рейха. После разгрома немцев на восточном фронте при содействии известного лётчика Жака Андре сумел вернуться на родину и занялся лёгкой атлетикой. Проходил подготовку в Страсбурге в местном одноимённом клубе RC Strasbourg.
В конце 1940-х годов вошёл в число сильнейших легкоатлетов Франции, в частности становился чемпионом страны в десятиборье (1947, 1948, 1949, 1952), прыжках в длину (1949), прыжках с шестом (1952), беге на 110 метров с барьерами (1952). В 1951 году установил национальный рекорд Франции в десятиборье — 7476 очков.
Впервые заявил о себе в лёгкой атлетике на международном уровне в сезоне 1948 года, когда вошёл в состав французской национальной сборной и благодаря череде удачных выступлений удостоился права защищать честь страны на летних Олимпийских играх в Лондоне — с результатом в 6974 очка стал в десятиборье вторым, уступив только американцу Бобу Мэтиасу, и тем самым завоевал серебряную олимпийскую медаль.
В 1950 году на чемпионате Европы в Брюсселе превзошёл всех своих соперников в десятиборье и получил золото.
На Олимпийских играх 1952 года в Хельсинки нёс знамя Франции на церемонии открытия, рассматривался в числе главных фаворитов в десятиборье, однако на этапе прыжков в длину получил травму и вынужден был без результата досрочно завершить выступление.
Советский многоборец Владимир Волков неоднократно упоминает Хайнриха в своей книге «Путь многоборца» как одного из основных своих соперников: «Игнац Эйнриш — сильный десятиборец, имевший высокие результаты в прыжках в длину (за 7 м), хорошо прыгавший с шестом и метавший диск, кроме того, он имел высокий результат для десятиборца в барьерном беге».
После завершения спортивной карьеры в 1954 году проявил себя как преподаватель в области физкультуры и спорта, работал в Марокко и Мартинике.
За выдающиеся достижения на спортивном поприще в апреле 1975 года награждён орденом Почётного легиона в степени кавалера.
Умер 9 января 2003 года в коммуне Карну-ан-Прованс в возрасте 77 лет.